# Campionati del mondo di corsa in montagna 1989
I Campionati del mondo di corsa in montagna 1989 si sono disputati a Die e Châtillon-en-Diois, in Francia, il 16 settembre 1989 sotto il nome di "World Trophy". Il titolo maschile è stato vinto da Jairo Correa, quello femminile da Isabelle Guillot. A livello maschile è stato disputato pure un "World Trophy" sulla distanza ridotta "Short".

## Uomini Seniores "Long distance"
Individuale
| Pos.    | Atleta              | Nazione  | Tempo    |
| ------- | ------------------- | -------- | -------- |
| Oro     | Jairo Correa        | Colombia | 1h11'37" |
| Argento | Costantino Bertolla | Italia   | 1h13'17" |
| Bronzo  | Luigi Bortoluzzi    | Italia   | 1h14'06" |
| 4       | Mohamed Youkmane    | Algeria  | 1h14'35" |
| 5       | Urs Hanhart         | Svizzera | 1h15'10" |
| 6       | Jean Paul Payet     | Francia  | 1h16'10" |
| 7       | Fabio Ciaponi       | Italia   | 1h16'17" |
| 8       | Florian Stern       | Austria  | 1h16'21" |
| 9       | Marc Bovier         | Svizzera | 1h16'41" |
| 10      | Jack Maitland       | Scozia   | 1h16'44" |

Squadre
| Pos.    | Squadra  | Punti |
| ------- | -------- | ----- |
| Oro     | Italia   | 12    |
| Argento | Svizzera | 33    |
| Bronzo  | Francia  | 35    |

## Uomini Seniores "Short distance"
Individuale
| Pos.    | Atleta           | Nazione          | Tempo  |
| ------- | ---------------- | ---------------- | ------ |
| Oro     | Fausto Bonzi     | Italia           | 46'00" |
| Argento | Colin Donnely    | Scozia           | 47'20" |
| Bronzo  | Martin May       | Svizzera         | 47'59" |
| 4       | Claudio Galeazzi | Italia           | 48'07" |
| 5       | Lucio Fregona    | Italia           | 48'38" |
| 6       | John Leniham     | Irlanda del Nord | 48'53" |
| 7       | Jeff Hornby      | Inghilterra      | 49'30" |
| 8       | Wolfgang Münzel  | Germania Ovest   | 47'49" |
| 9       | Hefin Griffiths  | Galles           | 49'55" |
| 10      | Ruedi Bucher     | Svizzera         | 50'04" |

Squadre
| Pos.    | Squadra  | Punti |
| ------- | -------- | ----- |
| Oro     | Italia   | 10    |
| Argento | Svizzera | 27    |
| Bronzo  | Scozia   | 29    |

## Uomini Juniores
Individuale
| Pos.    | Atleta           | Nazione     | Tempo  |
| ------- | ---------------- | ----------- | ------ |
| Oro     | Andrea Agostini  | Italia      | 34'25" |
| Argento | Martin Schöpfer  | Svizzera    | 35'39" |
| Bronzo  | Ivan Paragoni    | Italia      | 35'56" |
| 4       | Giovanni Gallo   | Svizzera    | 36'12" |
| 5       | Urs Wenk         | Svizzera    | 36'26" |
| 6       | Gerhard Cudahy   | Inghilterra | 36'58" |
| 7       | Gavin Bland      | Inghilterra | 37'03" |
| 8       | Alfio Rovelli    | Italia      | 37'15" |
| 9       | Orlando Zappella | Italia      | 37'12" |
| 10      | Reto Sutter      | Svizzera    | 37'32" |

Squadre
| Pos.    | Squadra     | Punti |
| ------- | ----------- | ----- |
| Oro     | Svizzera    | 11    |
| Argento | Italia      | 12    |
| Bronzo  | Inghilterra | 25    |

## Donne Seniores
Individuale
| Pos.    | Atleta           | Nazione     | Tempo  |
| ------- | ---------------- | ----------- | ------ |
| Oro     | Isabelle Guillot | Francia     | 38'24" |
| Argento | Fabiola Rueda    | Colombia    | 38'55" |
| Bronzo  | Manuela Di Centa | Italia      | 39'04" |
| 4       | Sarah Rowell     | Inghilterra | 39'21" |
| 5       | Christine Faure  | Francia     | 39'26" |
| 6       | Patricia Calder  | Scozia      | 39'33" |
| 7       | Maria Cocchetti  | Italia      | 39'51" |
| 8       | Yvonne Mc Gregor | Inghilterra | 40'16" |
| 9       | Else Pairen      | Belgio      | 40'49" |
| 10      | Janet Darby      | Inghilterra | 40'54" |

Squadre
| Pos.    | Squadra     | Punti |
| ------- | ----------- | ----- |
| Oro     | Italia      | 21    |
| Argento | Inghilterra | 22    |
| Bronzo  | Francia     | 25    |

## Medagliere
| Posizione | Paese       | Oro | Argento | Bronzo | Totale |
| --------- | ----------- | --- | ------- | ------ | ------ |
| 1         | Italia      | 5   | 2       | 3      | 10     |
| 2         | Svizzera    | 1   | 3       | 1      | 5      |
| 3         | Colombia    | 1   | 1       | 0      | 2      |
| 4         | Francia     | 1   | 0       | 2      | 3      |
| 5         | Inghilterra | 0   | 1       | 1      | 2      |
| 5         | Scozia      | 0   | 1       | 1      | 2      |